# Orienta
Orienta – miasto w Stanach Zjednoczonych, w stanie Wisconsin, w hrabstwie Bayfield.